# Paray-le-Monial
Paray-le-Monial is een kleine provinciestad en gemeente in het departement Saône-et-Loire, regio Bourgogne, in Frankrijk. De stad telde op 1 januari 2022 9.256 inwoners. De gemeente is ongeveer 25 km² groot. Paray ligt aan het riviertje Bourbince en aan het Canal du Centre.
Paray-le-Monial is bekend vanwege de romaanse basiliek en als bedevaartsoord in de Heilig-Hart-verering. De non Margaretha-Maria Alacoque kreeg hier in de 17e eeuw visioenen van het Heilig Hart van Jezus.
Sinds de eerste helft van de jaren 1970 is het stadje het geestelijke middelpunt van de Gemeenschap Emmanuel.

## Geschiedenis
De plaats is ontstaan op een heuvel boven de rivier Bourbince. Daar bouwde graaf Lambert I van Chalon rond 971 een kerk met priorij. Door zijn zoon Hugo werd de priorij geschonken aan de Abdij van Cluny. Dit gebeurde in 999 bij gelegenheid van zijn wijding tot bisschop van Auxerre. Abt Odilo van Cluny verplaatste in 1049 de priorij naar de oevers van de Bourbince en liet daar een nieuwe kerk bouwen. Zijn opvolger Hugo gaf opdracht om een grotere, voornamere kerk te bouwen, de actuele basiliek. In de schaduw van de priorij werd Paray een welvarende kleine stad.
De streek had erg te lijden onder de pest, de Honderdjarige Oorlog en de Hugenotenoorlogen en aan het begin van de 17e eeuw was de priorij in verval. Tussen 1702 en 1750 werden de vervallen kloostergebouwen afgebroken en heropgebouwd. In 1626 werd een klooster van de Orde van Maria Visitatie gesticht in Paray. Hier trad Margaretha-Maria Alacoque in 1671 in. Het klooster werd gesloten na de Franse Revolutie maar in 1823 werd het terug in gebruik genomen door de zusters visitandinnen.

## Bezienswaardigheden

### Basiliek Sacré-Cœur
Deze kerk is gebouwd in de 11e eeuw en was oorspronkelijk toegewijd aan Onze-Lieve-Vrouw. Na de Franse Revolutie werd ze de parochiekerk. Naar aanleiding van de Heilig-Hartdevotie werd de kerk verheven tot basiliek in 1875 en werd zij toegewijd aan het Heilig Hart (Sacré-Cœur).
De kerk is gebouwd in cluniacenzer stijl en wordt beschouwd als een kleine uitgave van de inmiddels gesloopte abdijkerk van Cluny. De façade heeft twee torens uit de 11e en 12e eeuw en heeft weinig decoratie.
De kerk heeft een narthex met twee verdiepingen. Door de hele kerk vindt men de driedeling die specifiek is voor de cluniacenzer bouwkunst. De drie schepen bestaan uit 3 traveeën. Deze hebben boven de arcaden een triforium met daarboven drie ramen. Het koor heeft een kooromgang met slanke zuilen, wat typisch is voor de Bourgondische romaanse kunst. Er zijn 3 straalkapellen.
De kerk bevat meer dan 300 met plant- en diermotieven versierde romaanse kapitelen. In de apsis bevindt zich een muurschildering van Christus die tijdens restauratiewerkzaamheden in de 20e eeuw werd teruggevonden.

### Overige bezienswaardigheden
- Het stadhuis is een gebouw in renaissancestijl uit 1528. De gevel van gele natuursteen is versierd met medaillons.
- De Tour St Nicolas is een klokkentoren van een niet meer in gebruik zijnde kerk uit de 16e eeuw.
- In de Chapelle de la Visitation kreeg Margaretha-Maria Alacoque de verschijningen van het Heilig Hart. Haar lichaam ligt er opgebaard in een glazen schrijn. De kapel bevat mozaïeken met een uitbeelding van de visioenen.

## Geografie
De oppervlakte van Paray-le-Monial bedroeg op 1 januari 2022 25,2 vierkante kilometer; de bevolkingsdichtheid was toen 367,3 inwoners per km².
De onderstaande kaart toont de ligging van Paray-le-Monial met de belangrijkste infrastructuur en aangrenzende gemeenten.

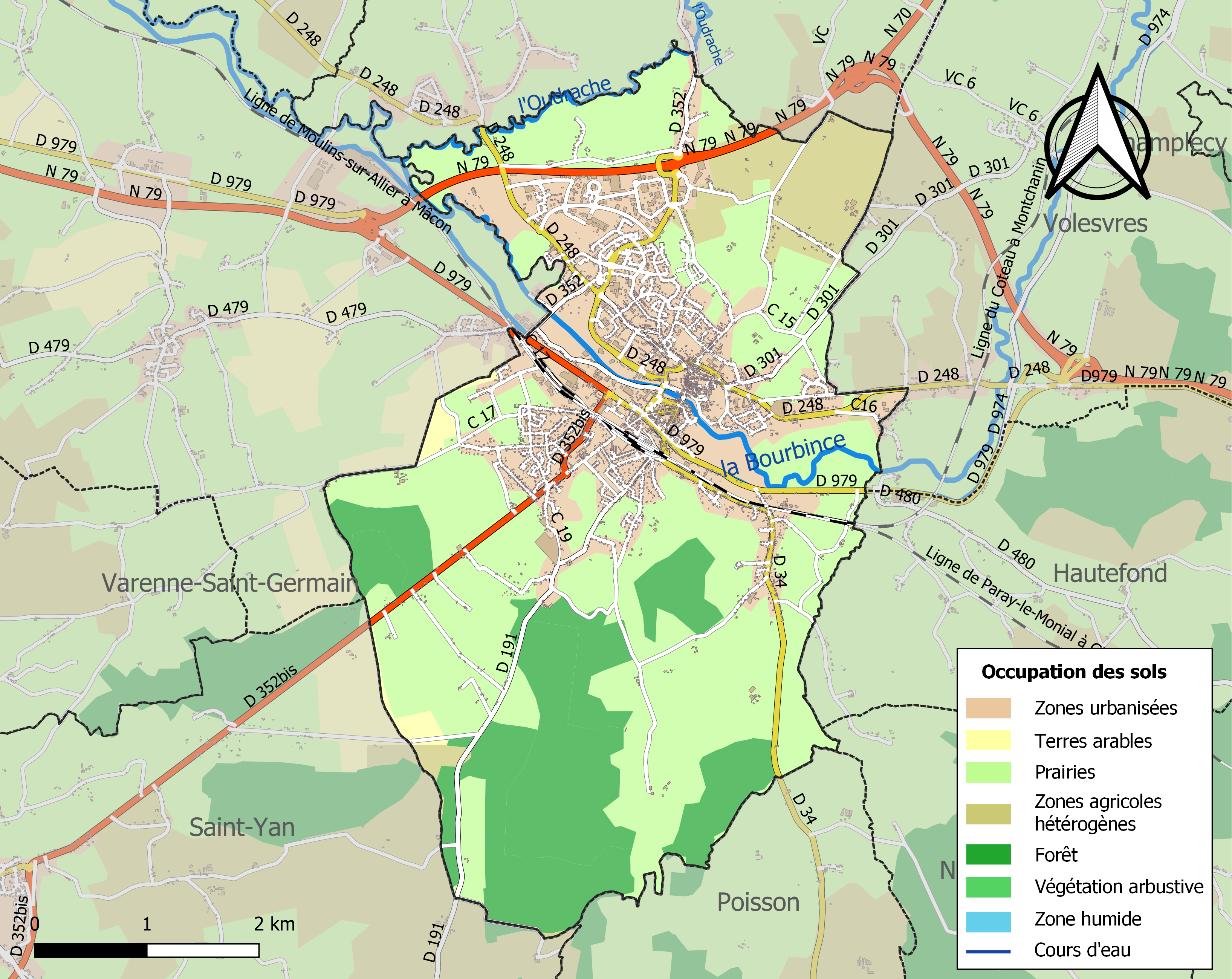

## Demografie
Onderstaande figuur toont het verloop van het inwonertal (bron: INSEE-tellingen).

## Economie
In Paray worden tegels, plavuizen en hittebestendige materialen geproduceerd.

## Geboren
- Charles Guillaume Vial d'Alais (1749-1819), generaal en gouverneur van Frans-Guyana
- Léon-Benoit-Charles Thomas (1826-1894), kardinaal
- Bernard Thévenet (1948), wielrenner
- Noam Emeran (2002), voetballer